# 모토로라 코리아
모토로라 코리아(Motorola Korea)는 다국적 통신장비 제조업체인 모토로라 인코퍼레이티드(구글의 본사 인수후에는 모토로라 모빌리티)의 한국 법인이다. 현재 정철종이 대표이사 사장으로 재직 중이다.

## 역사
모토로라 코리아는 1968년 설립되었다.
1970년대 모토로라는 일반적인 한국인들에게 잘 알려진 기업이 아니었지만, 금성사(지금의 LG전자)와 삼성전자에게는 잘 알려진 회사였다. 두 회사는 TV 생산에서 경쟁 관계에 있었는데, 진공관 TV에서, 트랜지스터 TV로 전환하고 있었고 그 와중에 소비자에게 어필할 뭔가 더 필요한 것이 있었고, 그래서 내놓은 것이 "IC TV"였다. 자기들의 TV에 IC가 들어가 있다는 것이었는데, 그들이 국산 TV에 채용한 최초의 IC는 모토로라의 "TV sound IF amplifier" 회로를 집적한 MC1358P였다. 이 IC는 RCA의 CA3065의 호환품이었는데, 모토로라의 부품이 당시 한국을 대표하는 흔히 알려진 가전3사(앞에 언급된 두 회사외에 대한전선이라고 하는 회사가 있었다. 이 회사는 나중에 대우전자가 된다) 중 2개 회사에 채택된 것은, 모토로라가 한국에 조립라인을 운영하는 현지법인이 있어서라는 설이 있다.
모토로라는 알려진 것처럼 통신 장비회사이기도 하지만, 통신 장비를 만들기 위해서 반도체를 생산하는 회사이기도 하였다. 모토로라 코리아는 원래 모토로라의 반도체의 후공정, 즉 조립을 위해 만들어졌지만, 모토로라가 특허를 가지고 있는 기술이었던 셀룰러 통신 기술 덕택에 한국시장에서 독점적으로 이동통신을 공급하던 "한국이동통신"의 하드웨어를 독점함으로써, 독점 공급자의 지위를 마음껏 누리게 되었다. 우리가 흔히 알고 있는 "말뚝 휴대폰"의 유일한 공급자는 모토로라였다. 그뿐 아니다. 한국인에게 "삐삐"라고 알려진 무선호출기(wireless pager) 판매도 모토로라의 독점적 판매영역이었다.
이후 모토로라 코리아는 국내에 처음 진출한 이래 국내 반도체 및 후가공업체와의 활발한 기술 교류를 통해 국내 반도체 생산기술 확산에 기여해 왔고, 무선호출기 및 셀룰러시스템의 국내 최초 도입으로 이동통신 기술을 한국에 소개하는 등 한국의 전자산업기술 발전에 많은 기여를 해왔다.
2000년대, 모토로라반도체통신이 모토로라 코리아로 이름을 바꿨고, 반도체 부분은 모토로라 한국법인에서 따로 떨어짐에 따라 휴대전화와 전문적 사업만을 담당하게 된다. 그리고 2000년에는 패션 휴대폰 모토로라 V.(브이닷)을 출시했다. V.(브이닷) 제품 중에 대표적인 모델은 한국통신프리텔 n016 기종인 V8261이다.
2011년 1월 4일 모토로라 미국본사가 휴대폰, 케이블셋톱박스 등 소비자 사업부문이 "모토로라 모빌리티"로 경찰 라디오, 정부 및 대기업 바코드 스케너같은 전문가용 사업부문이 "모토로라 솔루션스"로 분할되면서 모토로라 코리아도 본사 지침에 따라 2개로 나뉘게 된다.(회사의 분리가 아닌 모토로라 코리아 내부에 2개 부서로 분리되는 형식을 취하게 된다). 2011년 8월 15일 미국 본사가 구글에 125억 달러에 인수되었지만, 대한민국에서는 구글 코리아의 법인과 모토로라 코리아의 법인이 별도운영되었다.
대한민국에서는 통신망중 SK텔레콤만이 모토로라 제품을 사용하도록 되어 있었지만, 모토로라 아트릭스 제품은 KT로도 출시가 됐다.
그러나 대한민국에서 휴대폰 사업을 하던 모토로라 모빌리티 코리아는 2012년 들어 한국 사업 부진으로 인해 2013년 2월 28일부로 한국 사업을 철수했다. 일부 인원은 국내 업체의 공급 및 품질을 지원하기 위해 남아 있다.
2022년 5월 LG헬로비전을 통해 휴대폰 사업이 철수한 지 9년 만에 한국 시장에 진출했다.

## 구조
모토로라 코리아는 크게 3개의 부서로 나뉜다. (모토로라 모빌리티코리아는 한국사업 철수했다가 9년 후에 부활)

### 모토로라 모빌리티 코리아
- 홈사업부 (셋톱박스 제조분야로 구글이 모토로라 본사 셋톱박스 사업을 매각함에 따라 사라짐.)
- 연구 및 개발 부서
- 마케팅 조직
- 아이덴 영업 조직

### 모토로라 솔루션 코리아
- 컨벤셔널 무전기, 모바일 컴퓨터, 바코드 스캐너, 자가망 무선 시스템, 무선 광대역 네트워크, RFID, 기타 기업 및 정부용 제품 및 솔루션 담당

## 논란

### 모바일 사업 철수
안정적 수익을 보이는 솔루션 사업부와는 달리 모바일에서는 국내 사용자를 배려하지 않고 본사에 무관심한 자체적인 기업 방침에만 의지하면서 소비자의 외면을 받았으며, A/S와 펌웨어 업그레이드를 비롯한 사후 지원 면에서 본사와 많은 차이를 보여 많은 비판을 받은 것에 의한 판매부진으로 모바일 사업부만 철수했다는 것이 국내 여론의 의견이다.

## 같이 보기
- 모토로라 모빌리티
- 모토로라 솔루션스